# Lüssow (powiat Vorpommern-Rügen)
Lüssow (pol. Lusów) – gmina w Niemczech w kraju związkowym Meklemburgia-Pomorze Przednie, w powiecie Vorpommern-Rügen, wchodzi w skład Związku Gmin Niepars.